# Luísa Windsor
Luísa Windsor (Luísa Alice Isabel Maria Mountbatten-Windsor, em inglês:  Louise Alice Elizabeth Mary Mountbatten-Windsor; Frimley, 8 de novembro de 2003) é a filha primogênita dos duques de Edimburgo, Eduardo e Sofia, portanto a neta da rainha Isabel II e de seu marido, o príncipe Filipe, Duque de Edimburgo, sobrinha do atual rei, Carlos III, e é a décima sétima na linha de sucessão ao trono britânico e à Comunidade das Nações.

## Nascimento e batizado
Lady Luísa Windsor nasceu prematuramente no dia 8 de Novembro de 2003 às 23h32min no Hospital Frimley Park em Frimley, Surrey, depois de sua mãe ter sido levada de ambulância de Bagshot Park, Surrey. O Príncipe Eduardo não estava presente para o parto porque este ocorreu subitamente e enquanto ele estava numa visita oficial à Maurícia. Luísa nasceu através de uma cesariana de emergência devido à abrupção da placenta, que causou graves perdas de sangue tanto à criança como à mãe. Luísa foi transferida para uma unidade neo-natal no St George's Hospital, Tooting, Londres, como precaução, enquanto sua mãe permaneceu em Frimley Park até que ela estivesse bem o suficiente para ter alta, em 23 de novembro de 2003. O seu nome, Luísa Alice Isabel Maria (Louise Alice Elizabeth Mary), foi anunciado no dia 27 de novembro.
Foi batizada na Capela Particular do Castelo de Windsor em 24 de abril de 2004 por David Conner, o Reitor de Windsor; os seus padrinhos foram Lady Sarah Chatto, Lord Ivar Mountbatten, Lady Alexandra Etherington, Francesca Schwarzenbach e Rupert Elliott. Luísa foi a última criança a usar o vestido de batismo real original.
Nascida com esotropia (problema ocular em que um ou ambos os olhos se voltam para dentro), Luísa foi submetida a uma operação numa tentativa infrutífera de corrigir o problema em janeiro de 2006. Teve um tratamento adicional no final de 2013 que corrigiu os seus olhos.

## Educação
Luísa frequentou a St George's School, Castelo de Windsor antes de se mudar para St Mary's School Ascot em 2017 para o seu ano lectivo de 9 anos. Escolheu Inglês, História, Política e Drama como as suas disciplinas de nível A.

## Eventos oficiais

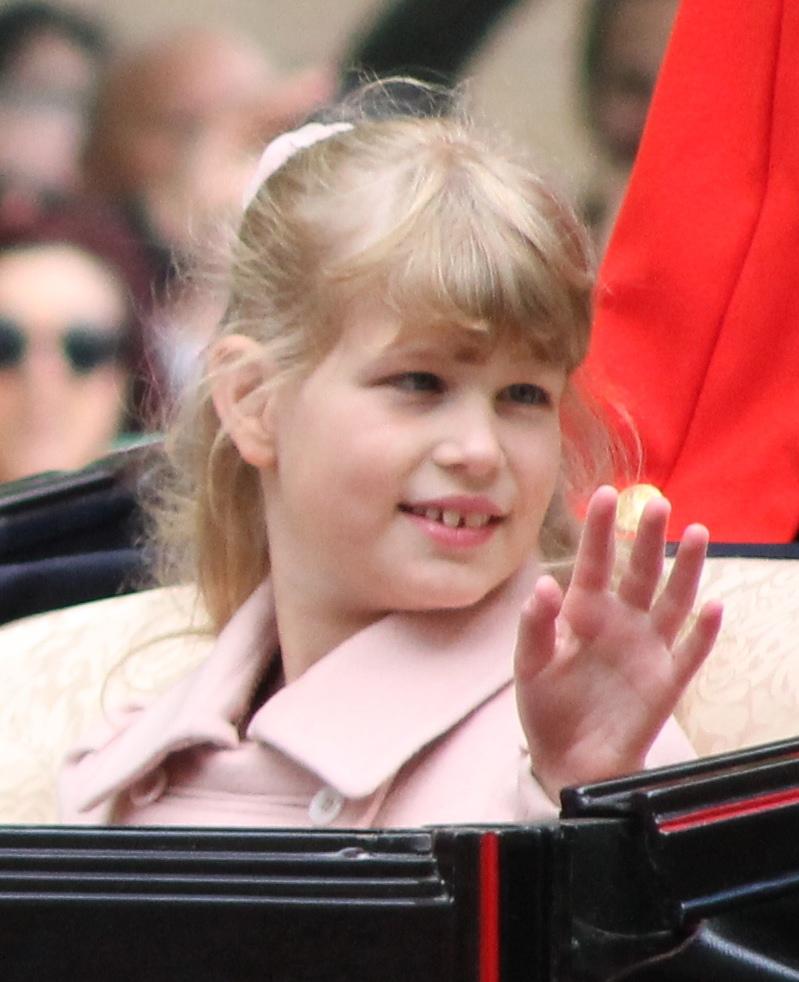
Lady Luísa no Trooping the Colour, junho de 2013

No dia 29 de abril de 2011, aos 8 anos, a Lady Luísa Windsor foi uma das damas de honras do casamento do seu primo em primeiro grau o até então príncipe Guilherme de Gales com Catherine Middleton, que aconteceu na Abadia de Westminster, localizada na cidade de Londres na Inglaterra. Em abril de 2015, Luísa e o seu irmão Jaime participaram no seu primeiro compromisso no estrangeiro. Acompanharam os seus pais numa viagem à África do Sul.
Em agosto de 2018, Luísa acompanhou a sua mãe, patrona da UK Sail Training, à Haslar Marina em Portsmouth Harbour para se encontrar com um grupo de jovens mulheres que trabalhavam para ganhar a sua qualificação num curso básico da Royal Yachting Association. No mesmo mês, mãe e filha assistiram à final do Hockey Women's World Cup em Londres. A Duquesa tem um grande interesse no desporto e é a patrona do Hóquei Inglês. Com 14 anos de idade, Luísa foi uma assistente especial no casamento da Princesa Eugênia e Jack Brooksbank. Para celebrar o 15º aniversário de Luísa em novembro de 2018, mãe e filha fizeram uma aparição no programa Strictly Come Dancing enquanto assistiam ao popular programa de televisão da BBC a partir da audiência. Luísa acompanhou a Duquesa no programa International Horse Show no Olympia London, em dezembro de 2018. Em setembro de 2020, Luísa participou no Great British Beach Clean com a sua família em Southsea Beach, em apoio à Marine Conservation Society.
Após a morte do seu avô, o Príncipe Filipe, Luísa acompanhou os seus pais e o seu tio, o Príncipe André, a uma missa na Capela Real de Todos os Santos em 11 de abril de 2021, e encontrou-se com membros do pessoal da propriedade do Castelo de Windsor para partilhar memórias e condolências.

## Títulos e estilos
De acordo com cartas patente de 1917 e ainda em vigor, todos os netos do monarca através da linhagem masculina têm o título de Príncipe ou Princesa do Reino Unido da Grã-Bretanha e Irlanda do Norte com o tratamento de "Sua Alteza Real". Assim sendo, Luísa seria intitulada de "Sua Alteza Real, a Princesa Luísa de Edimburgo", como uma filha do Príncipe Eduardo, Duque de Edimburgo. Entretanto, no casamento de seus pais, a Rainha Isabel II do Reino Unido, através de um comunicado oficial do Palácio de Buckingham, anunciou que (na esperança de evitar os fardos associados aos títulos reais), os filhos de Eduardo e Sofia teriam os estilos de filhos de um conde britânico em vez de serem príncipes ou princesas. Dessa maneira, Luísa é oficialmente chamada apenas pelo título de "Lady Luísa Windsor".

### Honras
Em junho de 2008, para reconhecer a visita de seu pai para a província canadense de Manitoba, o vice-governador de Manitoba nomeou um lago no norte da província em homenagem a Luísa Windsor.

## Ascendência
Sua mãe é descendente do rei Henrique IV de Inglaterra e príncipe Elystan Glodrydd de Ferrig, fundador da quinta tribo real do País de Gales.